# RSC Anderlecht
Royal Sporting Club Anderlecht (oficjalny skrót RSCA) – belgijski klub piłkarski z siedzibą w mieście Anderlecht, założony 27 maja 1908, jako Sporting Club Anderlechtois.
Najbardziej utytułowany belgijski zespół futbolowy, zarówno na arenie krajowej (wielokrotny mistrz, zdobywca pucharu, superpucharu oraz pucharu ligi), jak i międzynarodowej (triumfator Pucharu Zdobywców Pucharów, Pucharu UEFA i Superpucharu Europy). W latach 70. i 80. czołowa piłkarska drużyna Europy.
Z uwagi na fakt, że Anderlecht wchodzi w skład aglomeracji brukselskiej, RSCA często w Polsce jest niepoprawnie nazywany Anderlechtem Bruksela (choć ani klub, ani UEFA nie używają takiej nazwy).

## Historia
Chronologia nazw:
- 27.05.1908: SC Anderlechtois
- 1933: Royale SC Anderlechtois
- 1984: Royal SC Anderlecht
- 2002: RSC Anderlecht

27 maja 1908 roku w kawiarni Concordia przy rue d’Aumale w Anderlechcie grupa 13 miłośników futbolu założyła klub sportowy o nazwie Sporting Club Anderlechtois (SCA), na czele którego stanął Charles Roos.
Jako motto nowo powstałej organizacji obrano łacińską sentencję „mens sana in corpore sano” (pol. „W zdrowym ciele zdrowy duch”), a statutowymi barwami stały się kolory fioletowy i biały, które bez żadnych zmian przetrwały do dziś.
Herb klubowy stanowiła natomiast fioletowo-biała tarcza z wpisanymi w nią literami SCA (skrót ówczesnej nazwy), rokiem założenia – 1908 oraz wspomnianą wyżej łacińską maksymą. W dołu widniało godło miejscowości Anderlecht, zaś u góry dwie flagi belgijskie, symbolizujące symbiozę dwóch części kraju.
W swym pierwszym oficjalnym spotkaniu Sporting d’Anderlecht (synonim oficjalnej nazwy) pokonał zespół Institut Saint-Georges (Instytutu Świętego Jerzego) 11:8. 8 kwietnia 1909 klub został oficjalnie zarejestrowany, poprzez wstąpienie w szeregi l’Union Belge des Sociétés de Sports Athlétiques (UBSSA, obecnie KBVB – Belgijskiego Związku Piłki Nożnej). Dzięki temu drużyna piłkarska mogła przystąpić do regularnych rozgrywek, zaczynając zmagania od III ligi.
W 1911 obowiązki prezesa objął Theo Verbeeck, który – jak się później okazało – pełnił tę funkcję przez 40 kolejnych lat, co do dziś pozostaje absolutnym rekordem na świecie.
W 1913 zespół awansował do II ligi i zajął wysokie czwarte miejsce, zaś po 8 latach po raz pierwszy zakwalifikował się do ekstraklasy. Pomogło w tym nieco szczęście – sezon 1920/1921 SCA zakończył bowiem na 3 miejscu w II lidze (które nie dawało awansu), jednak Belgijski Związek Piłki Nożnej postanowił powiększyć najwyższą klasę rozgrywkową i w ten sposób Anderlecht mógł wystąpić w barażach, po zwycięstwie w których uzyskał promocję szczebel wyżej. Debiut w ekstraklasie nastąpił 16 kwietnia 1921. W debiutowym sezonie zajął końcowe 12.miejsce, ale w ciągu następnej dekady klub był w dolnej części klasyfikacji ligowej lub balansował pomiędzy dywizjami.
W 1933 klub otrzymał status królewski i przyjął nazwę Royale SC Anderlechtois. W 1947 po raz pierwszy zdobył tytuł mistrzowski. Odtąd klub nigdy nie był klasyfikowany poniżej szóstej pozycji, stał się jednym z czołowych drużyn piłkarskich Belgii i regularnie finiszował na pierwszym miejscu klasyfikacji. W okresie od 1963 do 1968 roku klub ustanowił rekord kraju, wygrywając pięć kolejnych mistrzostw. Klub stał się bazą dla reprezentacji kraju.
W 1984 klub zmienił nazwę na Royal SC Anderlecht, a w 2002 przyjął obecną formę RSC Anderlecht.

## Sukcesy

### Trofea międzynarodowe
| \| \| Zdobyte trofea w rozgrywkach międzynarodowych (stan na: 31-05-2012) \| |                                                                     |      |                 |
| Rozgrywki                                                                    | Osiągnięcie                                                         | Razy | Sezon(y)        |
| · Liga Mistrzów · (Puchar Europy)                                            | zdobywca                                                            | 0    |                 |
| · Liga Mistrzów · (Puchar Europy)                                            | finalista                                                           | 0    |                 |
| · Liga Mistrzów · (Puchar Europy)                                            | półfinalista                                                        | 2    | 1982, 1986      |
| · Liga Europy · (Puchar UEFA)                                                | zdobywca                                                            | 1    | 1983            |
| · Liga Europy · (Puchar UEFA)                                                | finalista                                                           | 1    | 1984            |
| · Puchar Zdobywców                                                           | zdobywca                                                            | 2    | 1976, 1978      |
| · Puchar Zdobywców                                                           | finalista                                                           | 2    | 1977, 1990      |
| · Superpuchar UEFA                                                           | zdobywca                                                            | 2    | 1976, 1978      |
| · Superpuchar UEFA                                                           | finalista                                                           | 0    |                 |
| · Puchar Intertoto                                                           | zdobywca                                                            | 0    |                 |
| · Puchar Intertoto                                                           | finalista                                                           | 1    | 1968 (grupa A1) |
| · Puchar Miast Targowych                                                     | zdobywca                                                            | 0    |                 |
| · Puchar Miast Targowych                                                     | finalista                                                           | 1    | 1970            |
| FIFA                                                                         | Zdobyte trofea w rozgrywkach międzynarodowych (stan na: 31-05-2012) |      |                 |

### Trofea krajowe
| \| \| Zdobyte trofea w rozgrywkach Belgii (stan na: 04-05-2025) \| |                                                           |             | |
| Rozgrywki                                                          | Osiągnięcie                                               | Razy        | Sezon(y) |
| · Mistrzostwo                                                      | I miejsce                                                 | 34 (rekord) | 1947, 1949, 1950, 1951, 1954, 1955, 1956, 1959, 1962, 1964, 1965, 1966, 1967, 1968, 1972, 1974, 1981, 1985, 1986, 1987, 1991, 1993, 1994, 1995, 2000, 2001, 2004, 2006, 2007, 2010, 2012, 2013, 2014, 2017 |
| · Mistrzostwo                                                      | II miejsce                                                | 21          | 1944, 1948, 1953, 1957, 1960, 1976, 1977, 1978, 1979, 1982, 1983, 1984, 1989, 1990, 1992, 1996, 2003, 2005, 2008, 2009, 2016                                                                               |
| · Mistrzostwo                                                      | III miejsce                                               | 12          | 1946, 1961, 1963, 1971, 1975, 1999, 2002, 2011, 2015, 2018, 2022, 2024 |
| · Puchar                                                           | zdobywca                                                  | 9           | 1965, 1972, 1973, 1975, 1976, 1988, 1989, 1994, 2008 |
| · Puchar                                                           | finalista                                                 | 6           | 1966, 1977, 1997, 2015, 2022, 2025 |
| · Superpuchar                                                      | zdobywca                                                  | 11          | 1985, 1987, 1993, 1995, 2000, 2001, 2006, 2007, 2010, 2012, 2013 |
| · Superpuchar                                                      | finalista                                                 | 7           | 1981, 1986, 1988, 1991, 1994, 2004, 2008 |
| Puchar Ligi                                                        | zdobywca                                                  | 1           | 2000 |
| Puchar Ligi                                                        | finalista                                                 | 0           | |
| · II liga                                                          | I miejsce                                                 | 2           | 1924, 1935 |
| · II liga                                                          | II miejsce                                                | 1           | 1932 |
| · II liga                                                          | III miejsce                                               | 2           | 1920, 1921 |
| Belgia                                                             | Zdobyte trofea w rozgrywkach Belgii (stan na: 04-05-2025) |             | |

- Brabant Division Two (D3):
  - mistrz (1x): 1913

### Inne trofea
- Toulon Tournament:
  - zdobywca (1x): 1967

- Bruges Matins Trophy:
  - zdobywca (2x): 1985, 1988
  - finalista (1x): 1990

## Stadion
Od 1917 roku klub rozgrywa swoje mecze domowe na stadionie Stade Constant Vanden Stock, który obecnie może pomieścić 26 361 widzów. W latach 1908–1916 grał na boisku De Scheut w gminie Anderlecht. W 1917 roku został wybudowany stadion piłkarski Anderlechtu, położony na granicy z parkiem miejskim Parc du Meir (później Astrid park). Szybko też zdobył przydomek Stade Émile Versé. Dopiero w 1983 roku rozpoczęto generalny remont stadionu, który był kierowany przez ówczesnego prezydenta klubu – Constanta Vandena Stocka i po renowacji stadion otrzymał nazwę ówczesną.

## Dotychczasowi prezesi
- Charles Roos (1908 – 1910)
- Theo Verbeeck (1911 – 1951)
- Albert Roosens (1951 – 1971)
- Constant Vanden Stock (1971 – 1996)
- Roger Vanden Stock (od 1996 – 2018)
- Marc Coucke (2018 – 2020)
- Wouter Vandenhaute (2020 – obecnie)

## Władze Klubu
| Funkcja                       | Imię i nazwisko    |
| ----------------------------- | ------------------ |
| Właściciel                    | Marc Coucke        |
| Prezydent klubu               | Wouter Vandenhaute |
| Dyrektor generalny            | Jos Donvil         |
| Dyrektor sportowy             | Peter Verbeke      |
| Dyrektor operacyjny           | Jos Donvil         |
| Dyrektor Akademii Piłkarskiej | Jean Kindermans    |

## Obecny skład
Stan na 15 lipca 2025
| Nr | Poz. | Piłkarz             |
| -- | ---- | ------------------- |
| 2  | OB   | Zoumana Keita       |
| 3  | OB   | Lucas Hey           |
| 4  | OB   | Jan-Carlo Simić     |
| 5  | OB   | Moussa N’Diaye      |
| 6  | OB   | Ludwig Augustinsson |
| 7  | PO   | Ilay Camara         |
| 8  | PO   | Cedric Hatenboer    |
| 9  | NA   | Mihajlo Cvetković   |
| 10 | PO   | Yari Verschaeren    |
| 11 | NA   | Thorgan Hazard      |
| 12 | NA   | Kasper Dolberg      |
| 13 | PO   | Nathan Saliba       |
| 16 | BR   | Mads Kikkenborg     |
| 17 | PO   | Théo Leoni          |
| 18 | PO   | Majeed Ashimeru     |

| Nr | Poz. | Piłkarz                    |
| -- | ---- | -------------------------- |
| 19 | NA   | Nilson Angulo              |
| 20 | NA   | Luis Vázquez               |
| 21 | NA   | César Huerta               |
| 22 | NA   | Elyess Dao                 |
| 23 | PO   | Mats Rits                  |
| 24 | PO   | Enric Llansana             |
| 25 | OB   | Thomas Foket               |
| 26 | BR   | Colin Coosemans            |
| 29 | PO   | Mario Stroeykens           |
| 42 | NA   | Keisuke Gotō               |
| 54 | OB   | Killian Sardella (kapitan) |
| 55 | PO   | Marco Kana                 |
| 63 | BR   | Timon Vanhoutte            |
| 79 | OB   | Ali Maamar                 |
| 83 | NA   | Tristan Degreef            |

### Piłkarze na wypożyczeniu
| Nr | Poz. | Piłkarz |
| -- | ---- | ------- |

## Sztab szkoleniowy
Sztab szkoleniowy i medyczny w sezonie 2021/2022
| Funkcja                         | Imię i nazwisko       |
| ------------------------------- | --------------------- |
| Trener                          | Vincent Kompany       |
| Asystent trenera                | Willem Weijs          |
| Asystent trenera                | Floribert N’Galula    |
| Trener bramkarzy                | Jelle ten Rouwelaar   |
| Trener przygotowania fizycznego | Bram Geers            |
| Fizjoterapeuta                  | Niels Mathieu         |
| Fizjoterapeuta                  | Tim Wattez            |
| Fizjoterapeuta                  | Simon Van Elewijck    |
| Fizjoterapeuta                  | Maarten Brecko        |
| Masażysta                       | Franky De Buyst       |
| Analityk                        | Kevin Reid            |
| Analityk                        | Eliot Tybebo          |
| Kierownik drużyny               | Tom Colpaert          |
| Analityk wydajności             | Josephine Knipschild  |
| Dietetyk                        | Stéphanie Scheirlynck |

## Sponsorzy

### Sponsorzy techniczni i główni[4]
| Lata      | Sponsor techniczny | Sponsor główny           |
| --------- | ------------------ | ------------------------ |
| 1973–1975 | Le Coq Sportif     | Belle Vue                |
| 1975–1981 | adidas             | Belle Vue                |
| 1981–2000 | adidas             | Generale Bank            |
| 2000–2009 | adidas             | Fortis                   |
| 2009–2019 | adidas             | BNP Paribas Fortis       |
| 2019–2020 | Joma               | BNP Paribas Fortis       |
| 2020-     | Joma               | CANDRIAM / DVV insurance |

### Sponsorzy i partnerzy w sezonie 2021/2022[5]
| Przedsiębiorstwo  | Funkcja                     |
| ----------------- | --------------------------- |
| CANDRIAM          | Partner główny              |
| DVV insurance     | Partner główny              |
| Lotto             | Partner główny              |
| Joma              | Partner główny i techniczny |
| Audi              | Partner korporacyjny        |
| Coca-Cola         | Partner korporacyjny        |
| AB InBev          | Partner korporacyjny        |
| Jupiler           | Partner korporacyjny        |
| Bel RTL           | Partner korporacyjny        |
| willems           | Wyłączny sponsor            |
| BESIX             | Wyłączny sponsor            |
| brussels airlines | Wyłączny sponsor            |
| Deloitte          | Wyłączny sponsor            |
| DHL               | Wyłączny sponsor            |
| DSM KEUKENS       | Wyłączny sponsor            |
| Hubo              | Wyłączny sponsor            |
| iss               | Wyłączny sponsor            |
| LEBEAU-COURALLY   | Wyłączny sponsor            |
| legrand bticino   | Wyłączny sponsor            |

| Przedsiębiorstwo     | Funkcja            |
| -------------------- | ------------------ |
| TOBANIA              | Wyłączny sponsor   |
| Van Dessel           | Wyłączny sponsor   |
| Bacardi              | Wyłączny sponsor   |
| Canon                | Wyłączny sponsor   |
| LEVI PARTY RENTAL    | Wyłączny sponsor   |
| PROTECTION UNiT      | Wyłączny sponsor   |
| WDP                  | Wyłączny sponsor   |
| WOUTiM               | Wyłączny sponsor   |
| XIOR STUDENT HOUSING | Wyłączny sponsor   |
| CARLO & FILS         | Wyłączny sponsor   |
| WESTLAND SHOPPING    | Wyłączny sponsor   |
| proximus             | Wyłączny sponsor   |
| MASCOT WORKWEAR      | Wyłączny sponsor   |
| etixx                | Oficjalny dostawca |
| MARTIN’S HOTELS      | Oficjalny dostawca |
| RCA                  | Oficjalny dostawca |
| WESTLAND SHOPPING    | Oficjalny dostawca |
| JORIS SWEETS         | Oficjalny dostawca |
| WALIBI               | Oficjalny dostawca |